# Fredy Guarín
Fredy Alejandro Guarín Vasquez (ur. 30 czerwca 1986 w Puerto Boyacá) – kolumbijski piłkarz, który występował na pozycji pomocnika. 
W latach 2006– 2015 występował w reprezentacji Kolumbii. Uczestnik Mistrzostw Świata w 2014 roku oraz Copa América 2011. 
W swojej karierze występował m.in. w takich klubach jak: Inter Mediolan, FC Porto, Shanghai Shenhua czy AS Saint-Étienne.

## Kariera klubowa

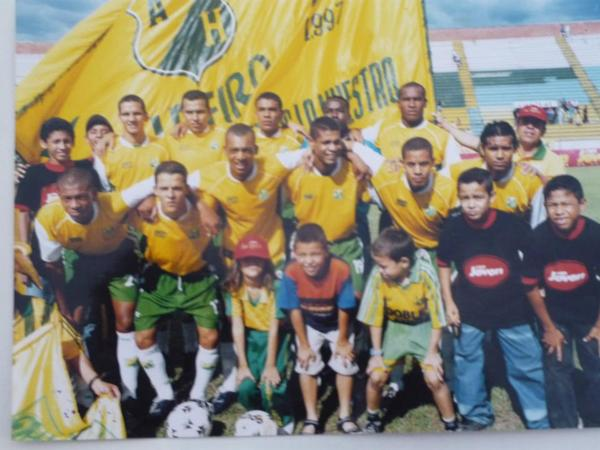
Debiut Guarina w Atletico Huila

Swoją piłkarską karierę Guarín rozpoczął w klubie Atlético Huila, w barwach którego zadebiutował w 2002 roku w Copa Mustang. W 2003 r. przeniósł się do Envigado FC. Już w 2. kolejce ligowej w meczu przeciwko Deportivo Pereira (1:1) zdobył gola. W całym sezonie zagrał w 10 ligowych meczach, a jego drużyna najpierw weszła do drugiej fazy rozgrywek, a tam zajęła 2. miejsce w grupie B. Jednak jeszcze w połowie sezonu Guarín trafił na wypożyczenie do jednego z najsłynniejszych klubów Ameryki Południowej, Boca Juniors. Najpierw pół roku spędził w młodzieżowej drużynie tego klubu, a po dobrej grze w styczniu 2006 w sparingach oraz wobec kontuzji Fernando Gago i Sebastiána Battagli otworzyła się szansa gry w pierwszym składzie Boca. Ostatecznie Guarín zagrał tylko w 2 meczach Primera División, a z Boca wygrał fazę Clausura i tym samym wywalczył mistrzostwo Argentyny.

### Saint-Étienne
W sierpniu 2006 Fredy trafił na wypożycznie do klubu francuskiej Ligue 1, AS Saint-Etienne, które zapłaciło za ten transfer 0,1 mln euro. W barwach „Zielonych” zadebiutował 5 października w sparingu z Espanyolem Barcelona. Jego klub wygrał 2:0 a on sam zdobył obie bramki. Swój debiut w Ligue 1 Guarín zaliczył 14 października w derbach regionu Rodan-Alpy z Olympique Lyon. Pomimo porażki 1:2 Guarín został chwalony przez francuską prasę i od czasu debiutu trener zespołu Ivan Hašek coraz częściej zaczął stawiać na młodego Kolumbijczyka. Kierownictwo Saint-Etienne ostatecznie zdecydowało się wykupić zawodnika na stałe z Boca Juniors płacąc 0,5 mln euro, co stało się faktem w 2007 roku. Nowopodpisany kontrakt miał obowiązywać przez 4 lata. Do lata 2008 Guarín rozegrał dla "Zielonych" 36 spotkań i zdobył jednego gola w spotkaniu z Troyes AC (17 marca 2007).

### FC Porto

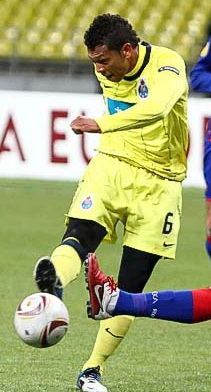
Guarin podczas meczu FC Porto z CSKA Moskwa

10 lipca 2008 roku Guarín podpisał czteroletni kontrakt z FC Porto. Sumy transferu nie podano (prawdopodobnie ok. 1 mln euro), ale w zamian za Kolumbijczyka Les Verts wypożyczyli Paulo Machado. Debiut Il Guaro miał miejsce podczas meczu o Superpuchar Portugalii z CS Marítimo rozegranym 16 sierpnia 2008 r. 14 grudnia 2008 strzelił dwie bramki w starciu z CD Cinfaes w Pucharze Ligi. Pierwszą bramkę dla Porto strzelił w spotkaniu z Vitórią Setúbal 6 grudnia 2008 r. 24 kwietnia 2010 również w meczu z Vitorią strzelił gola i zaliczył 2 asysty. Graczem pierwszej jedenastki został od sezonu 2010/11, gdy Smoki opuścił Raul Meireles. W finale Ligi Europy 2011 zaliczył asystę przy trafieniu Radamela Falcao. Jedna z jego dwóch bramek w wygranym 4:1 spotkaniu z Maritimo została wybrana najpiękniejszą w sezonie 2010/11 w Europie. W meczu o Superpuchar Europy został ukarany czerwoną kartką. Po wygraniu Ligi Europy i odejściu Villasa-Boasa Guarin pod wodzą nowego trenera Vitora Pereiry stracił miejsce w wyjściowej jedenastce. W listopadzie 2011 r. doznał kontuzji wykluczającej go z gry do kwietnia. Dla Porto zagrał w 63 meczach ligowych i zdobył 11 bramek.

### Inter Mediolan
Nie przeszkodziło mu to jednak zmienić klubu, gdyż 31 stycznia 2012 Guarin został wypożyczony do Interu Mediolan za 1,5 mln euro, gdzie miał zastąpić odchodzącego do PSG Thiago Mottę. Jego debiut miał miejsce 1 kwietnia 2012 roku w meczu wygranym przez Inter Mediolan 5:4 z Genoa CFC, kiedy zmienił w 61 minucie Dejana Stankovicia. Po zakończeniu sezonu Inter Mediolan zdecydował się wykupić Kolumbijczyka za 11 milionów euro, co stanowiło kwotę o 2,5 mln mniejszą niż zakładano w umowie o wypożyczeniu. Pierwszą bramkę dla Nerazzurich zdobył 30 sierpnia 2012 r. w meczu z FC Vaslui (2:2) w eliminacjach Ligi Europy. 4 października podczas meczu z Neftçi PFK zaliczył 3 asysty. 8 listopada w meczu z Partizanem zdobył gola i dwukrotnie asystował. 21 lutego w meczu z CFR Cluj zdobył dwie bramki.

## Kariera reprezentacyjna
W dorosłej reprezentacji Kolumbii Guarín zadebiutował 24 maja 2006 roku w zremisowanym 1:1 wyjazdowym meczu z Ekwadorem. Brał udział w sparingach zespołu w 2006 roku (m.in. w meczu z Polską, wygranym w Chorzowie 2:1).
Przed debiutem w pierwszej reprezentacji Guarín reprezentował młodzieżowe reprezentacje Kolumbii. Ma na swoim koncie udział w dwóch finałach Młodzieżowych Mistrzostw Świata: w 2003 roku w Zjednoczonych Emiratach Arabskich, skąd przywiózł brązowy medal i w 2005 roku w Holandii (Kolumbia odpadła w 1/8 finału, Guarín zdobył 2 gole w całym turnieju) oraz w Mistrzostwach Świata do lat 17 w 2003 r.

## Styl gry
Dysponuje mocnym i precyzyjnym uderzeniem z dystansu z obu nóg oraz świetnym wyszkoleniem technicznym. Potrafi grać defensywnie, ale nie obce jest mu też ustawienie w okolicach środkowej linii boiska. Jest świetny jako ofensywny pomocnik, ale wydaje się, że jego właściwą rolą jest bycie rozgrywającym. Jak zauważa La Gazetta dello Sport: " Jeżeli drużyna ma na boisku Fredy'ego Guarina to można być pewnym, że ten gracz da swojemu zespołowi albo wszystko, albo nic."

## Życie prywatne
Pomimo urodzenia w miejscowości Puerto Boyacá wychowywał się w Tului, którą opuścił po ukończeniu szkoły podstawowej. Przeniósł się wówczas do Ibagué. Jego idolem jest Patrick Vieira na którego cześć zdecydował się nosić w Interze koszulkę z numerem 14, a także dla urodzonego w tym dniu syna. Z żoną ma dwójkę synów, starszy - Daniel ma 8 lat, a młodszy 2. Jest kibicem zespołu Millonarios FC. W wywiadzie udzielonym w maju 2024 r. Guarín przyznał, że zmagał się z alkoholizmem.

## Sukcesy

### Klubowe
FC Porto

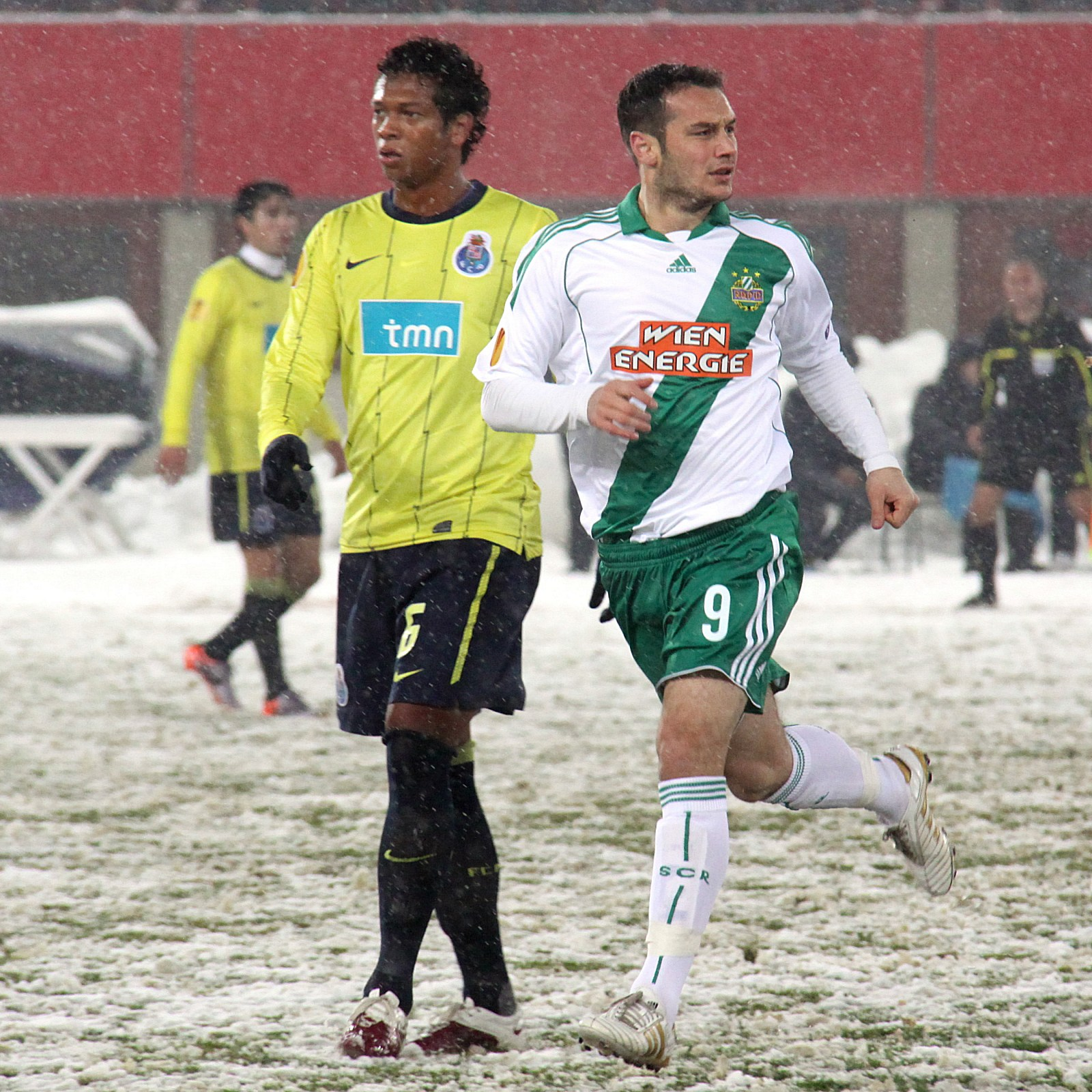
Guarin w meczu z Rapidem Wiedeń (2 grudnia 2010)

- Mistrzostwo Portugalii: 2008/09, 2010/11
- Taça de Portugal (3): 2008/2009, 2009/2010, 2010/2011
- Supertaça Cândido de Oliveira (3): 2009, 2010, 2011
- Liga Europy UEFA: 2010/11
- Finalista Superpucharu Europy UEFA: 2011
- Finalista Taça da Liga: 2009/10

Boca Juniors
- Clausura 2006

### Reprezentacyjne
- brązowy medalista MMŚ 2003 U-20
- Młodzieżowe Mistrzostwo Ameryki Południowej U-20: 2005
- Igrzyska Ameryki Środkowej i Karaibów: 2006

## Statystyki

### Klubowe
| Klub                   | Sezon                  | Kraj                   | Rozgrywki              | Mecze | Bramki | Asysty |
| ---------------------- | ---------------------- | ---------------------- | ---------------------- | ----- | ------ | ------ |
| Envigado FC            | 2003                   | Kolumbia               | Copa Mustang           | 5     | 0      |        |
| Envigado FC            | 2004                   | Kolumbia               | Copa Mustang           | 23    | 3      |        |
| Envigado FC            | 2005                   | Kolumbia               | Copa Mustang           | 10    | 1      |        |
| Envigado FC            | Razem                  | Kolumbia               | Copa Mustang           | 38    | 4      | -      |
| Boca Juniors           | 2005/2006              | Argentyna              | Primera División       | 2     | 0      | 0      |
| Saint-Etienne          | 2006/2007              | Francja                | Ligue 1                | 18    | 1      | 0      |
| Saint-Etienne          | 2007/2008              | Francja                | Ligue 1                | 18    | 0      | 1      |
| Saint-Etienne          | Razem                  | Francja                | Ligue 1                | 36    | 1      | 1      |
| FC Porto               | 2008/2009              | Portugalia             | Superliga              | 15    | 1      | 1      |
| FC Porto               | 2009/2010              | Portugalia             | Superliga              | 19    | 4      | 6      |
| FC Porto               | 2010/2011              | Portugalia             | Superliga              | 22    | 5      | 1      |
| FC Porto               | 2011/2012              | Portugalia             | Superliga              | 7     | 1      | 1      |
| FC Porto               | Razem                  | Portugalia             | Superliga              | 38    | 4      | -      |
| Inter Mediolan         | 2011/2012              | Włochy                 | Serie A                | 6     | 0      | 3      |
| Inter Mediolan         | 2012/2013              | Włochy                 | Serie A                | 32    | 4      | 3      |
| Inter Mediolan         | 2013/2014              | Włochy                 | Serie A                | 19    | 3      | 7      |
| Inter Mediolan         | Ogółem                 | Włochy                 | Serie A                | 57    | 7      | 13     |
| Łącznie w Copa Mustang | Łącznie w Copa Mustang | Łącznie w Copa Mustang | Łącznie w Copa Mustang | 43    | 4      | -      |
| Razem                  | Razem                  | Razem                  | Razem                  | 185   | 20     | 17     |

### Reprezentacyjne
Pierwsza reprezentacja
| Data                 | Miejsce                                              | Rywal             | Wynik | Gol | Rozgrywki             |
| -------------------- | ---------------------------------------------------- | ----------------- | ----- | --- | --------------------- |
| 24 maja 2006         |                                                      | Ekwador           | 1:1   |     | mecz towarzyski       |
| 2 czerwca 2006       | Borussia-Park, Mönchengladbach                       | Niemcy            | 0:3   |     | mecz towarzyski       |
| 14 czerwca 2008      | Estadio Nacional, Lima                               | Peru              | 1:1   |     | eliminacje do MŚ 2010 |
| 18 czerwca 2008      | Estadio Olímpico Atahualpa, Quito                    | Ekwador           | 0:0   |     | eliminacje do MŚ 2010 |
| 6 września 2008      | Estadio El Campín, Bogota                            | Urugwaj           | 0:1   |     | eliminacje do MŚ 2010 |
| 11 października 2008 | Estadio El Campín, Bogota                            | Paragwaj          | 0:1   |     | eliminacje do MŚ 2010 |
| 15 października 2008 | Maracanã, Rio de Janeiro                             | Brazylia          | 0:0   |     | eliminacje do MŚ 2010 |
| 20 listopada 2008    | Estadio Deportivo Cali, Cali                         | Nigeria           | 1:0   |     | mecz towarzyski       |
| 6 czerwca 2009       | Estadio Monumental, Buenos Aires                     | Argentyna         | 0:1   |     | eliminacje do MŚ 2010 |
| 10 czerwca 2009      | Estadio Atanasio Girardot, Medellín                  | Peru              | 1:0   |     | eliminacje do MŚ 2010 |
| 5 września 2009      | Estadio Atanasio Girardot, Medellín                  | Ekwador           | 2:0   |     | eliminacje do MŚ 2010 |
| 9 września 2009      | Estadio Centenario, Montevideo                       | Urugwaj           | 1:3   |     | eliminacje do MŚ 2010 |
| 10 października 2009 | Estadio Atanasio Girardot, Medellín                  | Chile             | 2:4   |     | eliminacje do MŚ 2010 |
| 14 października 2009 | Estadio Defensores del Chaco, Asunción               | Paragwaj          | 2:0   |     | eliminacje do MŚ 2010 |
| 27 maja 2010         | First National Bank Stadium, Johannesburg            | Południowa Afryka | 1:2   |     | mecz towarzyski       |
| 9 lutego 2011        | Estadio Santiago Bernabéu, Madryt                    | Hiszpania         | 0:1   |     | mecz towarzyski       |
| 26 marca 2011        | Estadio Vicente Calderón, Madryt                     | Wenezuela         | 2:0   | 1   | mecz towarzyski       |
| 2 lipca 2011         | Estadio 23 de Agosto, San Salvador de Jujuy          | Kostaryka         | 1:0   |     | Copa America 2011     |
| 7 lipca 2011         | Estadio Brigadier General Estanislao López, Santa Fe | Argentyna         | 0:0   |     | Copa América 2011     |
| 10 lipca 2011        | Estadio Brigadier General Estanislao López, Santa Fe | Boliwia           | 2:0   |     | Copa América 2011     |
| 16 lipca 2011        | Estadio Olímpico Chateau Carreras, Córdoba           | Peru              | 0:2   |     | Copa América 2011     |
| 4 września 2011      | Red Bull Arena, Harrison                             | Honduras          | 2:0   |     | mecz towarzyski       |
| 7 września 2011      | Lockhart Stadium, Fort Lauderdale                    | Jamajka           | 2:0   |     | mecz towarzyski       |
| 11 października 2011 | Estadio Hernando Siles, La Paz                       | Boliwia           | 2:1   |     | eliminacje do MŚ 2014 |
| 12 listopada 2011    | Estadio Metropolitano Roberto Meléndez, Barranquilla | Wenezuela         | 1:1   | 1   | eliminacje do MŚ 2014 |
| 28 maja 2011         | Estadio El Campín, Bogota                            | Gujana            | 7:1   | 1   | mecz towarzyski       |
| 3 czerwca 2012       | Estadio Nacional, Lima                               | Peru              | 1:0   |     | eliminacje do MŚ 2014 |
| 10 czerwca 2012      | Estadio Olímpico Atahualpa, Quito                    | Ekwador           | 0:1   |     | eliminacje do MŚ 2014 |
| 7 października 2012  | Estadio Metropolitano Roberto Meléndez, Barranquilla | Kamerun           | 3:0   |     | mecz towarzyski       |
| 7 lutego 2013        | Sun Life Stadium, Miami Gardens                      | Gwatemala         | 4:1   |     | mecz towarzyski       |
| 22 marca 2013        | Estadio Metropolitano Roberto Meléndez, Barranquilla | Boliwia           | 5:0   |     | eliminacje do MŚ 2014 |
| 8 czerwca 2013       | Estadio Monumental, Buenos Aires                     | Argentyna         | 0:0   |     | eliminacje do MŚ 2014 |
| 11 czerwca 2013      | Estadio Metropolitano Roberto Meléndez, Barranquilla | Peru              | 2:0   |     | eliminacje do MŚ 2014 |
| 14 sierpnia 2013     | Mini Estadi, Barcelona                               | Serbia            | 1:0   | 1   | mecz towarzyski       |
| 10 września 2013     | Estadio Centenario, Montevideo                       | Urugwaj           | 0:2   |     | eliminacje do MŚ 2014 |
| 11 października 2013 | Estadio Metropolitano Roberto Meléndez, Barranquilla | Chile             | 3:3   |     | eliminacje do MŚ 2014 |
| 16 października 2013 | Estadio Defensores del Chaco, Asunción               | Paragwaj          | 2:1   |     | eliminacje do MŚ 2014 |
| 14 listopada 2013    | Stadion Króla Baudouina I, Bruksela                  | Belgia            | 2:0   |     | mecz towarzyski       |
| 19 listopada 2013    | Amsterdam ArenA, Amsterdam                           | Holandia          | 0:0   |     | mecz towarzyski       |

MŚ U-20 2005
| Data            | Miejsce                    | Rywal     | Wynik | Gol |
| --------------- | -------------------------- | --------- | ----- | --- |
| 22 czerwca 2005 | Univé Stadion, Emmen       | Argentyna | 1:2   |     |
| 18 czerwca 2005 | Willem II Stadion, Tilburg | Syria     | 2:0   |     |
| 15 czerwca 2005 | Willem II Stadion, Tilburg | Kanada    | 2:0   | 1   |
| 12 czerwca 2005 | Willem II Stadion, Tilburg | Włochy    | 2:0   | 1   |

MŚ U-20 2003
| Data              | Miejsce                                  | Rywal                        | Wynik |
| ----------------- | ---------------------------------------- | ---------------------------- | ----- |
| 19 grudnia 2003   | Stad madina Zajid ar-rijadijja, Abu Zabi | Argentyna                    | 2:1   |
| 12 grudnia 2003   | Malab Al Raszid, Dubaj                   | Zjednoczone Emiraty Arabskie | 1:0   |
| 29 listopada 2003 | Malab Al Maktum, Dubaj                   | Egipt                        | 0:0   |

MŚ U-17 2003
| Data             | Miejsce                   | Rywal     | Wynik     | Gol |
| ---------------- | ------------------------- | --------- | --------- | --- |
| 13 sierpnia 2003 | Sonera Stadium, Helsinki  | Meksyk    | 0:0       |     |
| 16 sierpnia 2003 | Sonera Stadium, Helsinki  | Chiny     | 2:1       | 1   |
| 19 sierpnia 2003 | Sonera Stadium, Helsinki  | Finlandia | 9:1       | 1   |
| 23 sierpnia 2003 | Finnair Stadium, Helsinki | Kostaryka | 2:0       |     |
| 27 sierpnia 2003 | Ratinan Stadion, Tampere  | Brazylia  | 0:2       |     |
| 30 sierpnia 2003 | Sonera Stadium, Helsinki  | Argentyna | 1:1 k.4:5 |     |

Bramki w reprezentacji
| Data              | Miejsce      | Rywal     | Wynik | Rozgrywki             | Bramka na |
| ----------------- | ------------ | --------- | ----- | --------------------- | --------- |
| 26 marca 2011     | Madryt       | Hiszpania | 2:0   | mecz towarzyski       | 1:0       |
| 11 listopada 2011 | Barranquilla | Wenezuela | 1:1   | eliminacje do MŚ 2014 | 1:0       |
| 28 maja 2012      | Bogota       | Gujana    | 7:1   | mecz towarzyski       | 6:0       |
| 14 sierpnia 2013  | Barcelona    | Serbia    | 1:0   | mecz towarzyski       | 1:0       |